# Ján Ševčík
Ján Ševčík (Brezolupy, 13 februari 1896 - Bratislava, 6 maart 1965) was een Tsjecho-Slowaaks politicus.

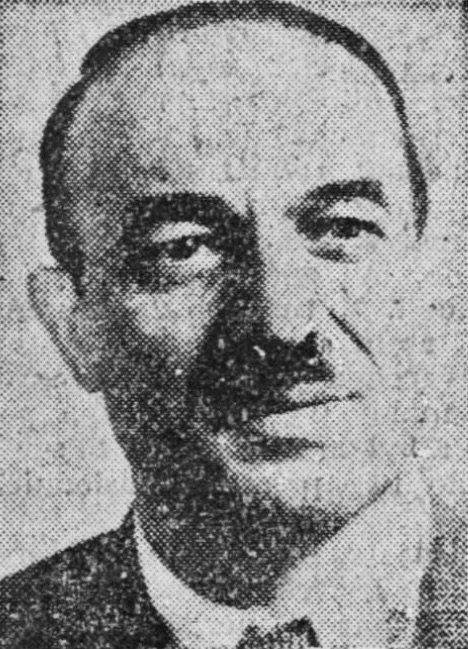
Ján Ševčík

Ševčík maakte tijdens de Eerste Wereldoorlog deel uit van het Tsjecho-Slowaaks Legioen (strijders voor een onafhankelijk Tsjecho-Slowakije). Na de oorlog studeerde hij rechten en van 1926 tot 1934 had hij voor de Slowaakse Volkspartij (HSL'S) zitting in het parlement (onder andere als fractiesecretaris). Nadien was hij in de agrarische sector werkzaam. 
Van 1939 tot 1942 was hij hoofd van de administratie van de YMCA in Bratislava. 
Ševčík was een groot tegenstander van het fascisme en trad daarom toe tot het Slowaakse verzet. Het Slowaakse verzet was tegen de "onafhankelijke" Slowaakse republiek die in 1939 door monseigneur Jozef Tiso was gesticht maar in feite door de Duitsers werd beheerst. In 1944 vond de Slowaakse Opstand plaats, waaraan Ševčík deelnam. De opstandelingen boekten kortstondig succes in hun verzet tegen Slowaakse fascisten en de Duitse bezettingstroepen, maar moesten zich later terugtrekken.
Na de Tweede Wereldoorlog sloot Ševčík zich aan bij de Democratische Partij (DS). De DS won de verkiezingen van 1946 in het Slowaakse deel van Tsjecho-Slowakije en deelde daarna de macht met de Communistische Partij van Slowakije (KSS). Ševčík nam opnieuw zitting in het parlement. De communisten voerden in de periode 1946-1948 een grote zuivering door binnen de DS. Na de communistische staatsgreep van februari 1948 werd de DS verboden en vervangen door de Partij van de Slowaakse Herrijzenis (SSO). Ševčík werd partijvoorzitter van de SSO en tevens vicepremier in de regering van Antonin Zapotocky.
In 1952 werd Ján Ševčík gearresteerd en beschuldigd van tegenwerking van de socialistische ontwikkeling in Tsjecho-Slowakije. Hij werd tot een gevangenisstraf veroordeeld. In 1960 kwam hij weer vrij. Op 6 maart 1965 overleed hij. Kort daarna werd Ševčík postuum gerehabiliteerd.